# Graniph
graniph（グラニフ）は、株式会社グラニフが展開するTシャツを専門に扱うショップ及びブランドである。

## 概要
ブランド設立は2001年7月。主にオリジナル衣料の企画・デザイン、実店舗と通販での販売を行う。
2009年2月、東京都の明治通り沿いに旗艦店となる「graniph原宿flagship store(現graniph原宿店)」をオープン。店内は約60坪の広さがあり、当店がgraniphの店舗において最も広い。
2016年7月にプラットフォームの拡大・強固を実現するため、株式会社ジャフコへの株式譲渡を行った。
2017年7月に株式会社グラフィスから株式会社グラニフに社名変更。

## デザイン
すべて専属のデザイナーによるものだったが、現在では外部のデザイナーやアーティストとコラボレーションしたものが多い。また、限定のTシャツが発売されることもある。
- 2005年～ - 「日本におけるドイツ年」Tシャツコンテスト
- 2006年 - アミュプラザ長崎と共同で「AMU PLAZA NAGASAKI x graniph T-Shirts Contest '06」グランプリ：KIKUKO

### 代表的なシリーズ
- コントロールベア

首を自らの手で取り外す特徴的なクマが描かれたもの。「無垢で愛くるしいクマが自らの首を取る正と負の両要素を孕んだこの姿には、他人に流されて人生を浪費していくのではなく自らの頭さえもコントロールしてしまうような強い己の意思を持って人生に臨んでほしい」という、デザイナーの上原長剛の思いが込められている。
- ビューティフルシャドー

とぼけた表情が可愛らしい、特徴的なシルエットのキャラクター。長い手足を生かしてTシャツの中をあっちへ行ったり、こっちへ来たり。どんな時も楽しむ気持ちを忘れずに、自由気ままに過ごすビューティフルシャドーたちのデザイン。

## その他
スマートフォンアプリ
iPhoneまたはAndroidのスマートフォンにて利用できる。